# Euphaedra ducarmei
Euphaedra ducarmei är en fjärilsart som beskrevs av Jacques Hecq 1977. Euphaedra ducarmei ingår i släktet Euphaedra och familjen praktfjärilar. Inga underarter finns listade i Catalogue of Life.